# Hôpital Saint-Louis de Laval
Pour les articles homonymes, voir Hôtel-Dieu.
Hôpital Saint-Louis de Laval. Il se situait à Laval. 

## Histoire
Charles Belgique Hollande de La Trémoille, prince de la Trémoille, duc de Thouars et comte de Laval, émet un avis favorable à une fondation d'un hospice projetée par les habitants. Ils sont entrés en considération du grand nombre de jeunes gens de l'un et de l'autre sexe, que leur pauvreté mettait hors d'état d'apprendre un métier et qui demeuraient ainsi incapables de gagner leur vie. 
Ils forment le projet d'acheter un terrain pour y bâtir un hospice pour y donner des leçons aux enfants qui y seraient reçus; et soumettent leur plan au comte de Laval. Louis XIV presse alors l'exécution d'un édit publié en 1662, par lequel il prescrivait l'établissement dans chaque ville d'un hôpital général destiné à renfermer la mendicité. Il en avait écrit à l'évêque du Mans et ce dernier avait publié à ce sujet une lettre pastorale (1676). 
Le projet des habitants était meilleur que celui du roi: Lorsque paraissent les lettres patentes dans lesquelles il est ordonné de renfermer à l'hôpital général tous les pauvres mendiants, valides et invalides de l'un et de l'autre sexe, originaires de la ville et faubourgs, il y avait déjà près de six ans que l'œuvre avait commencé. Les débuts sont assez difficiles. Le nouvel établissement prend le nom d'Hôpital Saint-Louis.
Louis XIV, par ses lettres patentes de 1682 vérifiées au parlement en 1684, se déclare conservateur et protecteur de l'hôpital nouveau; il remeit la direction de la maison à l'évêque du Mans, assisté de 8 administrateurs qui doivent être renouvelés par moitié tous les 4 ans. Les pouvoirs de ces administrateurs sur les pauvres de l'établissement et même sur ceux de la ville, sont fort étendus.
Un chapelain était chargé du spirituel de la maison de Saint-Louis. La direction intérieure en était remise à des dames de la ville qui venaient s'y dévouer au service des pauvres. François Chapelle, sieur du Defiais fait à lui seul les frais de construction de l'église et des bâtiments, et de plus donne pour dotation sa terre du Defiais, à Saint-Jean-sur-Mayenne. Il dépensa, selon Jacques de La Vignolle, plus de 60 000 livres pour l'hôpital général, dont il est regardé comme le principal fondateur. En cette qualité, il est enterré dans le chœur de l'église et chaque année un service était célébré pour le repos de son âme. Il est ajouté en 1685 un refuge pour les prostituées et quelques cellules pour les aliénés.
Vers 1729, lors du renouvellement des administrateurs de l'Hôpital, Gilles-Michel Le Long essaie de se rendre maître de l'assemblée et d'obtenir un désaveu du procès qui se poursuit à Paris. Il échoue devant la vigilance et la fermeté des habitants. Il fait alors courir des bruits et à répandre des libelles calomnieux contre les députés qui soutiennent la cause des habitants près du Conseil d'État. 
René Pichot de la Graverie devient directeur de l'Hôpital Saint-Louis de Laval par la suite, dont il fait parachever la manufacture et perfectionner les règlements.
L'hôpital Saint-Louis était situé en partie dans l'angle de la place de l'Hôtel-de-Ville qui touche la rue de Bel-Air, et en partie dans le terrain qui borde à gauche la promenade le long de la Mayenne. Il était alors plus large ; mais avait à peu près la même forme, car il longeait la Mayenne dont le lit ancien comblé en 1848, est devenu plus tard le Cours Ambroise Paré.

## Source partielle
- Étienne-Louis Couanier de Launay, Histoire de Laval (818-1855), Imp. Godbert, 1856, 608 p. [détail des éditions] (lire en ligne)